# Apollo Mussin-Pusjkin
Apollo Mussin-Pusjkin (ryska: Аполло́с Аполло́сович Му́син-Пу́шкин), född 17 februari 1760 i Tobolsk, död  18 april 1805 i Tbilisi, var en rysk kemist och växtsamlare.
Auktorsnamnet Muss.Puschk. kan användas för Apollo Mussin-Pusjkin i samband med ett vetenskapligt namn inom botaniken; se Wikipediaartiklar som länkar till auktorsnamnet.